# 곽준진
곽준진(郭俊辰, 1997년 10월 1일 ~ )은 중국의 배우이다.

## 출연작

### 드라마
- 2015년 LETV 웹드라마 《태자비승직기》 - 양엄 역
- 2016년 후난위성텔레비전 청춘진행중 《선풍소녀 2》 - 루페이위 역
- 2018년 텐센트 웹드라마 《전하를 조심해》 - 사도풍 역
- 2019년 후난위성텔레비전 금응독파극장 《소년파》 - 첸싼이 역
- 2019년 텐센트 웹드라마 《백호적인생》 -  백소 역
- 2020년 후난위성텔레비전 청춘진행중 《상고밀약》 - 후정칙 역
- 2020년 유쿠 웹드라마 《영영숙어역난구》 - 모절진 역
- 2020년 망고 TV 웹드라마 《사사양야우견니》 - 난시 역
- 2021년 망고 TV 웹드라마 《백령담》 - 춘요 역
- 2022년 후난위성텔레비전 금응독파극장 《소년파 2》 - 첸싼이 역